# Cleome trachycarpa
Cleome trachycarpa là một loài thực vật có hoa trong họ Màng màng. Loài này được Klotzsch ex Eichler mô tả khoa học đầu tiên năm 1865.